# Austerocardiochiles turga
Austerocardiochiles turga är en stekelart som först beskrevs av Sergey A. Belokobylskij 1996.  Austerocardiochiles turga ingår i släktet Austerocardiochiles och familjen bracksteklar. Inga underarter finns listade.